# Fritz Manasse
Fritz Manasse (* 3. November 1904 in Dramburg, Provinz Pommern; † 14. Oktober 2006 in Hamburg) war ein deutscher Jurist.

## Leben

### Erste Jahre
Fritz Manasse war der Sohn einer alteingesessenen Kaufmannsfamilie in Dramburg in Pommern. Er studierte zunächst von 1923 bis 1925 Jura an der Friedrich-Wilhelms-Universität in Berlin, wechselte für ein Jahr an die Schlesische Friedrich-Wilhelms-Universität in Breslau und kehrte danach nach Berlin zurück. Er gehörte der jüdischen Studentenverbindung Sprevia und der Breslauer Thuringia an. Zu dieser Zeit arbeitete er als Droschkenführer, als Erzieher im Reichenheimischen Waisenhaus und als Rechtsberater der Akkumulatorenfabrik Luo. 1929 legte er seine Erste Staatsprüfung ab und machte ein Referendariat beim Kammergericht Berlin. Im Oktober 1933 – neun Monate nach der Machtergreifung der Nationalsozialisten – legte er seine Zweite Staatsprüfung ab. Gleichzeitig bekam er den amtlichen Bescheid, dass er als Jude keine Aussicht auf eine Übernahme in den staatlichen Justizdienst habe. In einem Eilverfahren gelang es ihm, noch 1934 an der Ernst-Moritz-Arndt-Universität in Greifswald zu promovieren. In Anbetracht der politischen Umstände hatte er seine Dissertation über die Besetzung von Wohnraum durch Erwerbslose schon vor den Staatsprüfungen vorbereitet.

### Emigration
1935 emigrierte Fritz Manasse nach Südafrika, zog drei Jahre später nach Palästina weiter. Ohne religiöse Zeremonie heiratete er 1938 im deutschen Konsulat seine Jugendfreundin Käthe Loewy, ehemalige Richterin am Amtsgericht Berlin, die dort 1938 aufgrund des Gesetzes zur Wiederherstellung des Berufsbeamtentums entlassen worden war und nach Palästina flüchten konnte. Das Ehepaar lebte in Haifa. Da Juristen mit deutschen Examina dort nicht als Juristen arbeiten konnten, stellte Fritz Manasse den Lebensunterhalt unter anderem als Buchhändler und als Versicherungsmitarbeiter der New Zealand Insurance Company sicher. Käthe Manasse arbeitete währenddessen als Privatsekretärin bei dem ebenfalls emigrierten Schriftsteller Arnold Zweig.

### Rückkehr
Vier Jahre nach Kriegsende kehrte das Ehepaar nach Deutschland zurück und nahm Wohnung in Hamburg. Fritz Manasse eröffnete eine Anwaltspraxis, die er erfolgreich bis zu seinem Tode führte. 1949 trat er der Jüdischen Gemeinde wieder bei, obwohl er wenig religiös war. Sein besonderes Engagement galt der Wiedereröffnung des Israelitischen Krankenhauses am Orchideenstieg in Hamburg-Alsterdorf. Für seine Verdienste überreichte ihm Bundespräsident Heinrich Lübke 1961 das Bundesverdienstkreuz. Käthe Manasse starb 1994. Noch mit über einhundert Jahren ging Fritz Manasse täglich in seine Kanzlei. Er starb im Jahr 2006. Der schriftliche Nachlass des Ehepaares findet sich im Jüdischen Museum Berlin.

## Ehrungen (Auswahl)
- 1961: Bundesverdienstkreuz[1]
- 1980: Bundesverdienstkreuz I. Klasse
- 1985: Großes Bundesverdienstkreuz
- 1991: Emil-von-Sauer-Medaille des Anwaltsvereins
- 1991: Ehrenvorsitz der Jüdischen Gemeinde Hamburg

## Schriften
- Der Neuköllner Erwerbslosenfall. Dissertation. Greifswald 1934.